# Heteropolygonatum
Heteropolygonatum là một chi thực vật có hoa trong họ Asparagaceae.